# Kloktat dehet
Kloktat dehet je román českého spisovatele Jáchyma Topola. Knihu poprvé publikovalo v roce 2005 nakladatelství Torst a v pozdějších letech byla přeložena do různých dalších jazyků. Děj knihy je zasazen do vesnice Siřem v lounském okrese a odehrává se během šedesátých let dvacátého století. Příběh je vyprávěn prostřednictvím malého chlapce Ilji žijícího v dětském domově. V první části knihy vypráví o místě, kde žije, ve druhé pak provází tankovou kolonu, která sem dorazila v roce 1968. Autorem ilustrací knihy je Juraj Horváth. Kniha byla roku 2005 označena za Knihu roku Lidových novin. Rovněž byla nominována na cenu britského deníku The Independent.

## Překlady
- nizozemština (Spoelen met teerzeep, 2006, Edgar de Bruin)
- němčina (Zirkuszone, 2007, Andreas Tretner a Milena Oda)[6]
- polština (Strefa cyrkowa, 2008, Leszek Engelking)
- maďarština (Kátrány, 2009, Péter Koloszár)
- španělština (Gárgaras con alquitrán, 2009, Kepa-Lluís Uharte-Mendikoa)
- norština (Å gurgle tjære, 2009, Kristin Sofie Kilsti)
- francouzština (Zone cirque, 2009, Marianne Canavaggio)
- angličtina (Gargling with Tar, 2010, David Short)
- bulharština (Katpaн, 2010, Ани Бурова – Ani Burova)
- italština (Artisti e animali del Circo socialista, 2011, Laura Angeloni)
- turečtina (Sirk Bölges, 2012, Münire Turan)
- hebrejština (2013, Pierre Friedmann)
- rumunština (Gargară cu gudron, 2017, Lidia Nasincova) [7]
- makedonština (Гаргара со катран, 2020, Маргарета Карајанова – Margareta Karajanova)